# Upplands runinskrifter 926
Upplands runinskrifter 926 är en försvunnen vikingatida runsten i Uppsala domkyrka, Uppsala och Uppsala kommun. Johannes Bureus beskrev att runstenen fanns vid den södra altartavlan. Avbildningar av runstenen visar att stenen inte varit särskilt stor.

## Inskriften
Translitterering av runraden:
[tub... ...k · kuni... ... ...itʀ · sira · sun · sin · kuþan · ubiʀ · risti · runa]
Normalisering till runsvenska:
Tobb[i](?)/Tubb[i](?) [o]k Gunn... ... [æf]tiʀ Sibba(?), sun sinn goðan. Øpiʀ risti runaʀ.
Översättning till nusvenska:
Tobbi(?)/Tubbi(?) och Gunn-... ... efter Sibbe, sin gode son. Öpir ristade runorna.
Båda de två första personnamnen är kortformer. Det första är en kortform för mansnamnet "ᚦorbiorn" och det senare ett kvinnonamn som börjar på "Gunn-" eller slutar på "-gunnr". Även namnet "Sibbe", sonen till vars minne stenen en gång restes, är en kortform. I detta fall för namnet Sigbiorn.